# Nungua
Nungua est une ville située dans le district municipal de Ledzokuku-Krowor dans la Région d'Accra au sud-est du Ghana. C'est la seizième ville la plus peuplée du Ghana avec une population de 86 431 personnes en 2013.

## Transport
Nungua est desservie par une gare reliée au réseau des chemins de fer nationaux oriental du pays. Un pont qui a été hors service pendant un certain temps a été réparé en 2009.